# كيرون فريمان
كيرون فريمان (بالإنجليزية: Kieron Freeman) هو لاعب كرة قدم بريطاني في مركز الدفاع، ولد في 21 مارس 1992 في نوتنغهام في المملكة المتحدة. شارك مع منتخب ويلز تحت 17 سنة لكرة القدم ومنتخب ويلز تحت 19 سنة لكرة القدم ومنتخب ويلز تحت 21 سنة لكرة القدم. أما مع النوادي، فقد لعب مع ديربي كاونتي وشيفيلد يونايتد ونادي بورتسموث ونادي مانسفيلد تاون ونوتس كاونتي ونوتينغهام فورست.

## وصلات خارجية
- كيرون فريمان على موقع الاتحاد الأوربي (الإنجليزية)
- كيرون فريمان على موقع قاعدة بيانات كرة القدم.إي يو (الإنجليزية)
- كيرون فريمان على موقع ناشيونال فوتبول تيمز (الإنجليزية)
- كيرون فريمان على موقع Soccerbase.com (لاعب) (الإنجليزية)
- كيرون فريمان على موقع Soccerway.com (الإنجليزية)
- كيرون فريمان على موقع عالم كرة القدم.نت (الإنجليزية)